# Liste der denkmalgeschützten Objekte in Revúca
Die Liste der denkmalgeschützten Objekte in Revúca enthält die 20 nach slowakischen Denkmalschutzvorschriften geschützten Objekte in der Gemeinde Revúca im Okres Revúca.

## Denkmäler
| Foto |                 | Denkmal / č. ÚZPF                           | Standort / Konskr. Nr.                                | Offizielle Beschreibung                  | Beschreibung                                       | Metadaten                                                                  |
| ---- | --------------- | ------------------------------------------- | ----------------------------------------------------- | ---------------------------------------- | -------------------------------------------------- | -------------------------------------------------------------------------- |
| ja   | Datei hochladen | Grab und Grabstein(sk) ObjektID: 608-1553/0 | KG: Revúca Konskr.Nr.:                                | Ormis S. - 1824-1875,pedagóg,spisovat.   | des Samuel Ormis, Schriftsteller, Lehrer           | č. NKP: 608-1553/0 Stand des NKP: 2012-02-08 Name: HROB S NÁHROBNÍKOM      |
| ja   | Datei hochladen | Grab und Grabstein(sk) ObjektID: 608-2454/0 | Standort KG: Revúca Konskr.Nr.:                       | Reuss Samuel - 1783-1852,etnograf,histor | des Samuel Reuss, Ethnograph, Historiker           | č. NKP: 608-2454/0 Stand des NKP: 2012-02-08 Name: HROB S NÁHROBNÍKOM      |
|      | Datei hochladen | Grab und Grabstein(sk) ObjektID: 608-2455/0 | KG: Revúca Konskr.Nr.:                                | Botto Július - 1848-1926,historik        | des Július Botto, Historiker                       | č. NKP: 608-2455/0 Stand des NKP: 2012-02-08 Name: HROB S NÁHROBNÍKOM      |
| ja   | Datei hochladen | Bürgerhaus(sk) ObjektID: 608-10122/0        | Muránska ul. 1 Standort KG: Revúca Konskr.Nr.: 380    | nárožný                                  | Eckhaus                                            | č. NKP: 608-10122/0 Stand des NKP: 2012-02-08 Name: DOM MEŠTIANSKY         |
| ja   | Datei hochladen | Gedenkhaus(sk) ObjektID: 608-10123/1        | Muránska ul. 3 Standort KG: Revúca Konskr.Nr.: 381    | Viest R.gen. - Rod.dom gen.Viesta        | für General Rudolf Viest, Geburtshaus desselben    | č. NKP: 608-10123/1 Stand des NKP: 2012-02-08 Name: DOM MEŠTIANSKY PAMÄTNÝ |
| ja   | Datei hochladen | Gedenktafel(sk) ObjektID: 608-10123/2       | Muránska ul. 3 Standort KG: Revúca Konskr.Nr.: 381    | Viest R.gen. - 1890-1945,arm.gen.        | für Rudolf Viest, Armeegeneral                     | č. NKP: 608-10123/2 Stand des NKP: 2012-02-08 Name: TABULA PAMÄTNÁ         |
| ja   | Datei hochladen | Bürgerhaus(sk) ObjektID: 608-10124/0        | Muránska ul. 5 Standort KG: Revúca Konskr.Nr.: 382    | 0                                        |                                                    | č. NKP: 608-10124/0 Stand des NKP: 2012-02-08 Name: DOM MEŠTIANSKY         |
| ja   | Datei hochladen | Kirche(sk) ObjektID: 608-2452/0             | Muránska ul. 7 Standort KG: Revúca Konskr.Nr.: 383    | ev.a.v.                                  | evangelische Kirche                                | č. NKP: 608-2452/0 Stand des NKP: 2012-02-08 Name: KOSTOL                  |
| BW   | Datei hochladen | Gedenkpfarrhof(sk) ObjektID: 608-2453/1     | Muránska ul. 9 Standort KG: Revúca Konskr.Nr.: 384    | ev.a.v. - Reussovci                      | für Samuel Reuss, evangelische Pfarrei             | č. NKP: 608-2453/1 Stand des NKP: 2012-02-08 Name: FARA PAMÄTNÁ            |
| BW   | Datei hochladen | Gedenktafel(sk) ObjektID: 608-2453/2        | Muránska ul. 9 Standort KG: Revúca Konskr.Nr.: 384    | Reussovci - Národopis a iné.             | für Reuss - Ethnographie u. a.?                    | č. NKP: 608-2453/2 Stand des NKP: 2012-02-08 Name: TABULA PAMÄTNÁ          |
| ja   | Datei hochladen | Gedenklandsitz(sk) ObjektID: 608-539/1      | Muránska ul. 18 Standort KG: Revúca Konskr.Nr.: 364   | 1.slovenské gymnázium - 1.Slov.gymnázium | Erstes slowakisches Gymnasium                      | č. NKP: 608-539/1 Stand des NKP: 2012-02-08 Name: KÚRIA PAMÄTNÁ            |
| ja   | Datei hochladen | Gedenktafel(sk) ObjektID: 608-539/2         | Muránska ul. 18 Standort KG: Revúca Konskr.Nr.: 364   | Zoch I.B. - 1843-1921,encyklopedista     | für den Enzyklopädisten Ivan Branislav Zoch        | č. NKP: 608-539/2 Stand des NKP: 2012-02-08 Name: TABULA PAMÄTNÁ           |
| BW   | Datei hochladen | Denkmal(sk) ObjektID: 608-1549/0            | Slobody nám. Standort KG: Revúca Konskr.Nr.:          | padlí v I.sv.v.                          | für die Gefallenen des WK I                        | č. NKP: 608-1549/0 Stand des NKP: 2012-02-08 Name: POMNÍK                  |
| ja   | Datei hochladen | Redoute(sk) ObjektID: 608-541/0             | Slobody nám. 1 Standort KG: Revúca Konskr.Nr.: 1      | Bývalý Hostinec Kohút                    | ehem. Gaststätte Kohút                             | č. NKP: 608-541/0 Stand des NKP: 2012-02-08 Name: REDUTA                   |
| ja   | Datei hochladen | Kirche(sk) ObjektID: 608-543/0              | Slobody nám. 12 Standort KG: Revúca Konskr.Nr.: 10    | r.k.sv.Vavrinca                          | römisch-katholische Kirche St. Laurentius          | č. NKP: 608-543/0 Stand des NKP: 2012-02-08 Name: KOSTOL                   |
| ja   | Datei hochladen | Rathaus(sk) ObjektID: 608-540/0             | Slobody nám. 17 Standort KG: Revúca Konskr.Nr.: 13    | Mestský dom                              | Stadthaus                                          | č. NKP: 608-540/0 Stand des NKP: 2012-02-08 Name: RADNICA                  |
| ja   | Datei hochladen | Gedenkgymnasium(sk) ObjektID: 608-542/1     | Železnicná ul. 27 Standort KG: Revúca Konskr.Nr.: 260 | ev.a.v.patronátne - Revúcke gymnázium    | evangelische Schirmherrschaft - Revúcke Schule     | č. NKP: 608-542/1 Stand des NKP: 2012-02-08 Name: GYMNÁZIUM PAMÄTNÉ        |
| ja   | Datei hochladen | 1. Gedenktafel(sk) ObjektID: 608-542/2      | Železnicná ul. 260 Standort KG: Revúca Konskr.Nr.: 27 | Ormis S. - 1824-1875,pedagóg,spisovat.   | für den Schriftsteller und Seelsorger Samuel Ormis | č. NKP: 608-542/2 Stand des NKP: 2012-02-08 Name: TABULA PAMÄTNÁ I.        |
| ja   | Datei hochladen | 2. Gedenktafel(sk) ObjektID: 608-542/3      | Železnicná ul. 260 Standort KG: Revúca Konskr.Nr.: 27 | Kukucín Martin - 1860-1920,spisovatel    | für den Schriftsteller Martin Kukučín              | č. NKP: 608-542/3 Stand des NKP: 2012-02-08 Name: TABULA PAMÄTNÁ II.       |
| ja   | Datei hochladen | Plastik(sk) ObjektID: 608-542/4             | Železnicná ul. 260 Standort KG: Revúca Konskr.Nr.: 27 | Botto Július - 1848-1926,historik        | für den Historiker Július Botto                    | č. NKP: 608-542/4 Stand des NKP: 2012-02-08 Name: PLASTIKA                 |

## Legende
Die Tabelle enthält im Einzelnen folgende Informationen:
| Foto:                    | Fotografie des Denkmals. |
| Denkmal / č. ÚZPF:       | Die Übersetzung der Bezeichnung des Denkmals, wie sie vom Slowakischen Denkmalamt (Pamiatkový úrad Slovenskej republiky) verwendet wird. Die Originalbezeichnung ist unter dem Fragezeichen angegeben. Fehlt die Übersetzung, so wird die Originalbezeichnung direkt angezeigt. Weiters ist die Objekt-Identifikationsnummer (Objekt ID) angeführt. Sie ist die offizielle, in der Slowakei eindeutige Nummer č. ÚZPF inklusive der zugehörigen Zählnummer, wie sie in den Daten des Denkmalamtes angegeben wird. Da diese nur innerhalb eines Landkreises gezählt wird, ist dessen Nummer der Denkmalnummer vorangestellt. |
| Standort:                | Wenn in der Liste vorhanden, ist die Adresse angegeben. In Klammern kann sich noch eine zusätzliche Adresse befinden, wenn es beispielsweise ein Eckhaus ist. Bei freistehenden Objekten ohne Adresse (zum Beispiel bei Bildstöcken) ist eine Adresse angegeben, die in der Nähe des Objekts liegt. Durch Aufruf des Links Standort wird die Lage des Denkmals in verschiedenen Kartenprojekten angezeigt. Darunter sind die Katastralgemeinde (KG) und, wenn vorhanden, die Konskriptionsnummer (Konskr. Nr.) angegeben.                                                                                                   |
| Offizielle Beschreibung: | Es ist die Kurzbeschreibung auf Slowakisch, wie sie in den offiziellen Listen angegeben ist, eingetragen. |
| Beschreibung:            | Kurze Angaben zum Denkmal auf Deutsch. |
| Metadaten:               | Zusätzlich werden, wenn in den persönlichen Einstellungen das Helferlein Dauerhaftes Einblenden von Metadaten aktiviert ist, ebensolche angezeigt. |

- Karte mit allen Koordinaten:
- OSM |
- WikiMap